# Robert Scholz (Kunsthistoriker)
Robert Scholz (* 9. Februar 1902 in Olmütz; † 15. Januar 1981 in Fürstenfeldbruck) war ein deutscher Kunsthistoriker, Kunstjournalist, Kunstschriftleiter im Völkischen Beobachter und Leiter im Amt „Bildende Kunst“ in der DBFU-Dienststelle des Parteiideologen Alfred Rosenberg. Als Leiter des „Sonderstabes Bildende Kunst“ im Einsatzstab Reichsleiter Rosenberg war er am Kunstraub während des Zweiten Weltkriegs beteiligt.

## Ausbildung und erste Berufsjahre
Ab 1920 besuchte Robert Scholz die Berliner Kunsthochschule. Seine Lehrer waren Erich Wolfsfeld und Erich Hofer. Von 1924 bis 1927 war er Meisterschüler des Malers Arthur Kampf in der kunstgeschichtlichen Abteilung der Preußischen Akademie der Künste. Danach betätigte er sich als Kunstkritiker bei der Deutschen Tageszeitung und beim Steglitzer Anzeiger. Schon vor 1933 war er Mitglied des Kampfbundes für Deutsche Kultur (KfdK). Von Dezember 1933 bis 1935 war er Mitglied der SA.

## Tätigkeit zur Zeit des Nationalsozialismus
Scholz trat erst im Januar 1935 in die NSDAP ein (Mitgliedsnummer 3.296.458), aber er war schon früher für die Nationalsozialisten tätig. Ab 1930 schrieb Scholz als Kunstjournalist für die Gauzeitung des Gaus Berlin, Den Angriff, und ab 1933 als Kunstschriftleiter für den Völkischen Beobachter. Zudem schrieb er für die Deutsche Kulturwacht, der Zeitung der Kampfbundes für Deutsche Kultur (KfdK), der 1933 genau wie seine Zeitschrift 1934 eingestellt wurde.
Am 1. Januar 1935 erhielt Scholz die Stelle des Abteilungsleiters Kunst bei der Unterorganisation NS-Kulturgemeinde (der Nachfolgeorganisation des KFK) und wurde gleichzeitig Hauptschriftleiter der Zeitschrift Die Völkische Kunst der NS-Kulturgemeinde. Gleichzeitig bekleidete Scholz ein hohes Amt bei der Parteiorganisation DBFU (Beauftragter des Führers für die Überwachung der gesamten geistigen und weltanschaulichen Schulung und Erziehung der NSDAP) unter Alfred Rosenberg, auch bekannt als „Amt Rosenberg“.
1940 wurde er dann Leiter der Hauptstelle für Bildende Kunst im Amt Kunstpflege des Amtes Rosenberg. Daneben war Scholz von 1938 bis 1945 Direktor des Moritzburg-Museums in Halle.
Als eine seiner bekanntesten Aufgaben übernahm Scholz ab 1937 die Redaktion (Hauptschriftleitung) der auf Wunsch Adolf Hitlers produzierten Zeitschrift Die Kunst im Dritten Reich (Herausgeber Der Beauftragte des Führers für die Überwachung der gesamten geistigen und weltanschaulichen Schulung und Erziehung der NSDAP Alfred Rosenberg); diese erschien ab 1939 unter dem Titel Die Kunst im Deutschen Reich.
Scholz war ein Opportunist, der sich vor 1933 für Expressionisten einsetzte und sich zur Zeit des Nationalsozialismus gegen Moderne Kunst wandte. Dies wurde ihm öffentlich von Dr. Walter Hansen, einem Hamburger Zeichenlehrer und Journalisten, der die Moderne Kunst bekämpfte und neben dem Göttinger Kunstmaler Wolfgang Willrich als Erfinder der Ausstellung Entartete Kunst gilt, vorgehalten. Denn Hansen hängte 1937 im Zuge der Vorbereitung der Ausstellung Entartete Kunst in München Kopien von Zeitungsartikeln, darunter auch von Scholz, öffentlich aus, die vor der „Machtergreifung“ erschienen. Scholzens Artikel schienen seine Sympathie für die „Entartete Kunst“ zu beweisen, denn er sprach sich in diesen Artikeln für die Expressionisten aus. Das war ein Affront und eine Blamage für Scholz und Alfred Rosenberg. Hansen wurde daraufhin in Gestapo-Haft genommen. Rosenberg forderte zudem im März 1938, Hansen aus der NSDAP auszuschließen; er habe Scholz als Kulturbolschwist verleumdet.

Scholz schrieb Texte im Mainstream der damaligen Blut-und-Boden-Ideologie; ein Satz sei zitiert:

„Kunst ist […] eine blutgebundene Selbstdarstellung der Rasse und ihres schöpferischen Ingeniums [Talent; Geistesanlage].“

Scholz sollte 1939 auf Betreiben Rosenbergs und Goebbels’ den Titel 'Professor' verliehen bekommen. Hitler verweigerte dies anfangs mit der Begründung, dass Scholz kein Künstler sei. Scholz erhielt den Professorentitel schließlich 1941, nachdem er sich weitere Verdienste für die Durchführung der NS-Politik erworben hatte.
Ab Sommer 1940 arbeitete Scholz auch im ERR-„Amt Westen“ in Paris; er hielt sich vornehmlich in Berlin auf. Formal hatte Scholz, Leiter des Hauptamtes Bildende Kunst im Amt Rosenberg, ab Herbst 1941 den Posten des Leiters des Sonderstabes Bildende Kunst inne. Damit war er von Amts wegen für die zu beschlagnahmende Kunst zuständig. Scholz konnte sich zunächst aber nicht gegen Kurt von Behr behaupten, der von Hermann Göring protegiert wurde und in Paris Regie führte. Scholz wurde am 1. Mai 1942 von Hitler das Kriegsverdienstkreuz II. Klasse durch den Stabsleiter Gerhard Utikal verliehen. Unter der Androhung seines Rücktrittes konnte Scholz bei Rosenberg Ende 1942 die alleinige Zuständigkeit für die beschlagnahmte Kunst durchsetzen. Im Zuge der Reorganisation des Sonderstabes Bildende Kunst ernannte er Lohse und Borchers zu seinen Stellvertretern in Paris und blieb in Berlin. Daher waren Lohse und Borchers ab Januar 1943 faktisch Leiter der Tätigkeit des Sonderstabs „Bildende Kunst“ in Paris.

„… der wesentlichste Teil des in Judenhänden gewesenen Kunstbesitzes in Frankreich … [wurde] vom Einsatzstab sichergestellt …“

Im Februar 1944 erhielt Scholz die Mitteilung, dass die Kunstgegenstände Hitlers in das österreichische Salzbergwerk Altaussee verlagert werden sollten. Die Transporte dieser Kunstgüter dauerten bis März 1945 an. Ende des Zweiten Weltkrieges war Scholz für das ERR-Depot Schloss Neuschwanstein zuständig. Scholz konnte im April 1945 durch Intervention bei Rosenberg erreichen, dass die in Schloss Neuschwanstein eingelagerten Kulturgüter nicht vernichtet wurden. Zuvor hatte es Überlegungen gegeben, das Schloss samt Kulturgütern zu sprengen, um die Kunstwerke nicht in Feindes Hand fallen zu lassen. Zudem wirkte er an der Bergung von Hitlers Kunstsammlung im Salzbergwerk Altaussee mit. Auch in diesem Fall gelang es Scholz gemeinsam mit anderen, eine Sprengung des Bergwerkes zu verzögern und damit die dort eingelagerten Kunstwerke zu retten.

## Nach dem Krieg
Scholz wurde in Buxheim verhaftet und geriet in amerikanische Haft. 1950 wurde vor einem Militärgericht in Paris ein Verfahren gegen die Kunsträuber des ERR durchgeführt. Es richtete sich einerseits gegen Scholz, Gerhard Utikal – den Gesamtleiter des ERR – und Walter Hofer – den Hauptkunsteinkäufer Görings. Die Anderen Beschuldigten waren der in Frankreich ansässige Maler und Kunsthändler Arthur Pfannstiel, Georg Ebert – der bis Anfang 1941 amtierende erste Leiter des ERR Frankreich – und der seit fünf Jahren im Gefängnis befindliche Bruno Lohse. Das Verfahren gegen Utikal wurde abgetrennt. Das Verfahren gegen Scholz und Hofer wurde in contumaciam geführt. Sie wurden zu je zehn Jahren Gefängnis verurteilt. Scholz trat die Haft nie an. Der in Paris lebende Georg Ebert erhielt ein Jahr Gefängnis, Arthur Pfannstiel drei Jahre. Lohse wurde unter Anrechnung der Untersuchungshaft freigesprochen.
In der Sowjetischen Besatzungszone wurden 1946 Werke von Scholz als Bestandteile der NS-Propaganda in die Liste der auszusondernden Literatur aufgenommen. Später betätigte er sich als Autor.

## Veröffentlichungen

### Veröffentlichungen in der NS-Zeit
- Die kunstpolitische Lage. Bericht des Leiters der Abt. Bildende Kunst in der DBFU. 1934  Schriftwechsel mit Rosenberg als Hauptschriftleiter des VB im Archivportal-D
- Kollektiv-Ausstellung: [Berlin] 4. März bis 4. April 1935: Josef Thorak, Plastiken, Zeichnungen; Ferdinand Spiegel, Bergbauern; Albert Leo Schlageter-Ehrenmal und Haus der Hitler-Jugend. Vorrede Robert Scholz, NS-Kulturgemeinde, Berlin 1935
- Lebensfragen der bildenden Kunst. Eher-Verlag, München 1937
- Tierkunst-Ausstellung. 5. Mai bis 5. Juni 1937. Vorrede Robert Scholz. NS-Kulturgemeinde, Berlin 1937
- Der nordische Gedanke in der Kunst. Vortrag, gehalten am 21. Okt. 1938 anlässlich der Nordischen Woche. Kontor der Nordischen Gesellschaft, Hamburg 1938
- Ausstellung Fritz Klimsch. Katalog, Städtisches Moritzburg-Museum, Halle 1939
- Fritz Klimsch: Kollektiv-Ausstellung Juni-Juli 1941. Ehemalige Secession, Wien. Hrsg. Beauftragter des Führers für die Überwachung der gesamten geistigen und weltanschaulichen Erziehung der NSDAP, Berlin 1941
- Vom Höchstwert der deutschen Kunst. Zum 50. Geburtstag Alfred Rosenbergs, in: Die Kunst im Deutschen Reich, 7. Jg. Nr. 1, Eher-Verlag, München 1943, S. 7 f.

### Veröffentlichungen nach 1945
- Vom Eros der Kunst. Türmer-Verlag, München 1970
- Dürers lebendiges Werk. Türmer-Verlag, München 1971
- Meister der Form und Farbe. Lebensbeschreibungen europäischer Künstler. Türmer-Verlag, München 1973
- Architektur und bildende Kunst 1933–1945. Deutsche Verlagsgesellschaft DVG, Preussisch-Oldendorf 1977
- Grosse deutsche Baudenkmäler. Deutsche Verlagsgesellschaft DVG, Rosenheim 1979. Mit Imprint: „Für Mitglieder des Buchkreises der Deutschen Wochenzeitung DWZ“
- Volk, Nation, Geschichte: deutsche historische Kunst im 19. Jh. Deutsche Verlagsgesellschaft DVG, Rosenheim 1980. – „Für Mitglieder des Buchkreises der DWZ“.